# William Carey
William Carey (Paulerspury, 17 d'agost del 1761 – Serampore, 9 de juny del 1834) fou un missioner protestant anglès i ministre baptista, conegut com “el pare de les missions modernes”.
Carey fou un dels fundadors de la Societat Missionera Baptista. Com a missioner en la colònia danesa de Serampore (Índia), hi va traduir la Bíblia al bengalí, al sànscrit i a altres llegües i dialectes. Hi ha, pel cap baix, quatre institucions acadèmiques que duen el seu nom: William Carey International University (Pasadena, Califòrnia), Carey theological College (Vancouver, Colúmbia Britànica, Canadà), Carey baptist College, William Carey Universiti (Hattiesburg, Mississipi), Colegio Guillermo Carey (Barranquilla, Colòmbia).

## Biografia
Carey serví durant quaranta anys evangelitzant, fundant escoles i traduint la Bíblia a diferents llengües del país (l'Índia). És considerat com un dels grans evangelitzadors i missioners moderns. Desenvolupà un pla de missions i engrescà molts a unir-s'hi.
Abans de partir d'Anglaterra, hi fou pastor Bautista. Esmerçà molt de temps en la lectura i en l'aprenentatge d'idiomes. A vint-i-un anys ja dominava el llatí, el grec, l'hebreu i l'italià, alhora que s'iniciava amb el danès i el francès.
Un dia, durant un moment de repòs en la feina (venedor de sabates), sentí la crida de Déu que li feia: “Si el deure de qualsevol home és d'escoltar l'Evangeli […] llavors, el deure d'aquells a qui els he encomanat l'Evangeli és aspirar a dur-lo a totes les nacions”. I ell li murmurà en resposta: “Sóc aquí; envia’m a mi”.
En aquell temps no existien les agències missioneres i ni tan sols gens d'interès en les missions. Això no obstant, insistí que “hi havia d'anar”. Tot llegint i recercant, va copsar la necessitat de molts de conèixer el Crist; malgrat la distància i l'hostilitat de l'Índia contra els missioners, en Carey no s'aturà i el 1793, ell i la família – l'esposa Dorothy i dos fills aleshores-, viatjaren cap a l'Índia. Després de cinc mesos de viatge amb vaixell hi arribaren.
El començament no fou fàcil, incloent-hi el viatge mateix durant el qual patiren una tempesta molt forta i més tard malalties i fam. El ministeri tampoc no fou fàcil, sabia però que Déu l'havia cridat i persistí en l'evangelització enmig de la idolatria i la indiferència. Hi passà anys bo i treballant però sense veure’n el fruit (ni un sol hindi s'hi convertí en set anys), assetjat pels deutes, deteriorament mental de la dona, etc. Només per la Gràcia de Déu en Carey hi persistia en la crida del Crist. Fou ell qui digué la cèlebre frase: “Espera grans coses de Déu i prova grans coses per a Déu”.
Entre les coses que visqué i hagué d'afrontar, hi era la divisió per castes. Aquesta divisió social tan marcada el corsecava i la trobava inútil als ulls de Déu, i així ho deixava entreveure en les cartes seves.
Una altra cosa que el colpí força i de la qual es planyia amb tota la força era la tradició de cremar vives les vídues en l'enterrament de l'espòs. Corprès de tot això, li pregà al governador anglès que prohibís aquests actes horribles, però per algun motiu, el costum no fou prohibit fins al 1828, quan en William Bentick fou nomenat governador general i un dels primers actes que feu fou d'aturar aquest ritu cruel. Així, el desembre del 1829, signà la llei que el prohibia i en Carey tingué el privilegi de traduir-lo al bengalí.
La idolatria a l'Índia: d'aquest afer, en parlava en les cartes; sobre els nombrosos déus i ritus que hi veia. Als carrers aixecaven grans altars amb ídols als quals portaven ofrenes de menjar i flors, juntament amb música que titllava d'horrible. Segons ell, els altars servien per a enriquir els rics (que eren els qui els hi bastien), mentre que eren els pobres els qui hi portaven les ofrenes. Per això “els parlava obertament de la maldat dels ídols i de la insensatesa d'adorar-los; de la naturalesa veritable de Déu i del camí de salvació del Crist”.
En una ocasió tingué l'oportunitat de veure com un home de la casta superior, molt interessat i persuadit, empès per la gentada perquè el fes callar – ja que li corresponia per posició social- restava callat i perplex sense poder-hi fer res.
Un altre ritu que pogué veure sovint, i contra el que parlava, fou el costum de llençar criatures vives al riu com a sacrifici als déus.
En Carey predicà en molts indrets de l'Índia. Anà també en llocs apartats, plens de bèsties salvatges. Explicava que de vegades caminava durant quilòmetres i havent-hi arribat havia de bandejar el cansament i posar-se a compartir la doctrina del Crist. Així, tot evitant serps, tigres i xacals, recorregué a peu molts llocs durant anys sense veure un sols convers.
El 1800 fou l'any del canvi per a en Carey. L'any de la collita: batejà el primer convers indi i aconseguí d'imprimir el Nou Testament en bengalí. El primer dels exemplars fou posat a la taula principal del temple (la del Sant Sopar) i feu un culte d'acció de gràcies per haver pogut cloure aquesta obra.
Havent finalitzat el Nou Testament, la següent passa fou ensenyar a la gent com llegir-lo i, al cap de poc, tant ell com l'equip missioner que hi havia aconseguit d'establir tenien ja vora cent escoles en bengalí. Com a missioner demostrà gran amor vers la gent i perseverança en la predicació de l'Evangeli.
Morí en gran pobresa, tot i les quantioses donacions que rebé, les quals no les esmerçà en ell mateix sinó que les invertí en l'obra missionera.